# قایس
قایس (به عربی: قايس) یک شهرداری در الجزایر است که در استان خنشله واقع شده‌است.
 قایس  ۲۸٬۷۲۴ نفر جمعیت دارد.